# Plesiodipsas perijanensis
Plesiodipsas perijanensis är en ormart som beskrevs av Aleman 1953. Plesiodipsas perijanensis är ensam i släktet Plesiodipsas som ingår i familjen snokar. Arten tillhör underfamiljen Dipsadinae som ibland listas som familj.
Inga underarter finns listade i Catalogue of Life.
Arten är med en längd omkring 150 cm en medelstor och smal orm. Den förekommer i Colombia i departementet Santander och fram till delstaten Zulia i nordvästra Venezuela. Individerna lever i skogar och äter främst snäckor. Honor lägger ägg.
Beståndet hotas av skogens omvandling till odlingsmark. I Venezuela är bergssluttningarna brantare vad som gör etablering av odlingsmark mindre trolig. IUCN listar arten med kunskapsbrist (DD).